# بيتر بيرك (سياسي)
بيتر بيرك (بالإنجليزية: Peter Burke)‏ هو سياسي أيرلندي، ولد في 22 أكتوبر 1982 في جمهورية أيرلندا. حزبياً، نشط في فاين جايل. في 2016 Irish general election ‏، انتخب نائب دييل عن دائرة لونغفورد وستميث ‏ وقد انضم خلال فترته النيابية ‏ (10 مارس 2016 – ) للكتلة البرلمانية فاين جايل.